# تندلتی (دارفور غربی)
تندلتی یک تقسیمات کشوری در سودان است که در دارفور غربی واقع شده‌است. تندلتی ۸۲۷ متر بالاتر از سطح دریا واقع شده‌است.